# Govaart Geeraard van Eersel
Govaart Geeraard van Eersel (Antwerpen, 28 december 1713 - Gent, 24 mei 1778) was een Zuid-Nederlands bisschop. Hij was de 16de bisschop van Gent (1772-1778).

## Levensloop
Govaert Geeraard van Eersel was de zoon van Laurent van Eersel en Cornelia Christiaenssens, gegoede Antwerpse burgers. Hij volgde lessen aan de  humaniora bij de jezuïeten in Antwerpen en in 1732 aan de universiteit van Leuven waar hij gedurende twee jaar Artes studeerde. In 1736 kreeg hij van de Antwerpse bisschop Gaspard Nemius Dubois de tonsuur. In 1741 behaalde hij het licentiaat in de theologie en in 1742 dat in de beide rechten.
Op 20 december 1738 werd hij in Antwerpen tot priester gewijd. In 1742 kreeg hij een kanunnikenprebende aan het Sint-Baafskapittel te Gent en in 1743 werd hij aartsdiaken benoemd door bisschop Maximiliaan Antoon van der Noot.
In 1746 bouwde hij, als rector van het (sinds 1699) aan de Reep in Gent opgerichte kapucinessenklooster, daarnaast het barokke Hotel van Eersel, dat later samen met het klooster zal opgenomen worden in de Sint-Bavohumaniora.
In 1767 benoemde de bisschop hem tot zijn vicaris-generaal.

## Bisschop
Op 22 november 1771 benoemde Maria Theresia van Oostenrijk hem tot bisschop van Gent en op 30 maart 1772 werd zijn benoeming door paus Clemens XIV bevestigd. 
Op 9 augustus 1772 werd hij door kardinaal Joannes Henricus van Frankenberg, aartsbisschop van Mechelen gewijd. Als wapenspreuk koos hij ‘Ordinate et provide’ (Met orde en vooruitzicht). Hij was toen 58 jaar.
In 1773 liet hij in de Sleepstraat te Gent een buitenverblijf bouwen in Lodewijk XVI-stijl met in het driehoekig voorgevelfronton zijn wapenschild. Het gebouw (naast de Heilige Kerstkerk) werd later de pastorie van de Sint-Salvatorparochie en is in 2008 beschermd als monument.
In 1778 liet hij een bibliotheek samenstellen voor de seminaristen. Na zijn dood werd zijn waardevolle private bibliotheek toegevoegd aan die van het seminarie. Ook werden op een veiling boeken aangekocht uit de collectie van de Jezuïeten , die op 20 september 1773 hun college in de Volderstraat hadden moeten sluiten omdat hun orde door paus Clemens XIV was opgeheven.
De Jezuïeten schonken hem bij hun opheffing ook de relikwie van het Heilig Kruis die ze uit Engeland hadden meegebracht toen ze daar door Hendrik VIII van Engeland werden verdreven. Deze relikwie wordt nog steeds bewaard in de kapel van het Bisschoppelijk Paleis van Gent.
Op 24 mei 1778 - hij was 64 jaar - overleed hij en werd bijgezet in de crypte van de Sint-Baafskathedraal.
Zijn praalgraf bevindt zich in een arcade van de koorafsluiting van de noordelijke kooromgang van de Sint-Baafskathedraal.

## Galerij

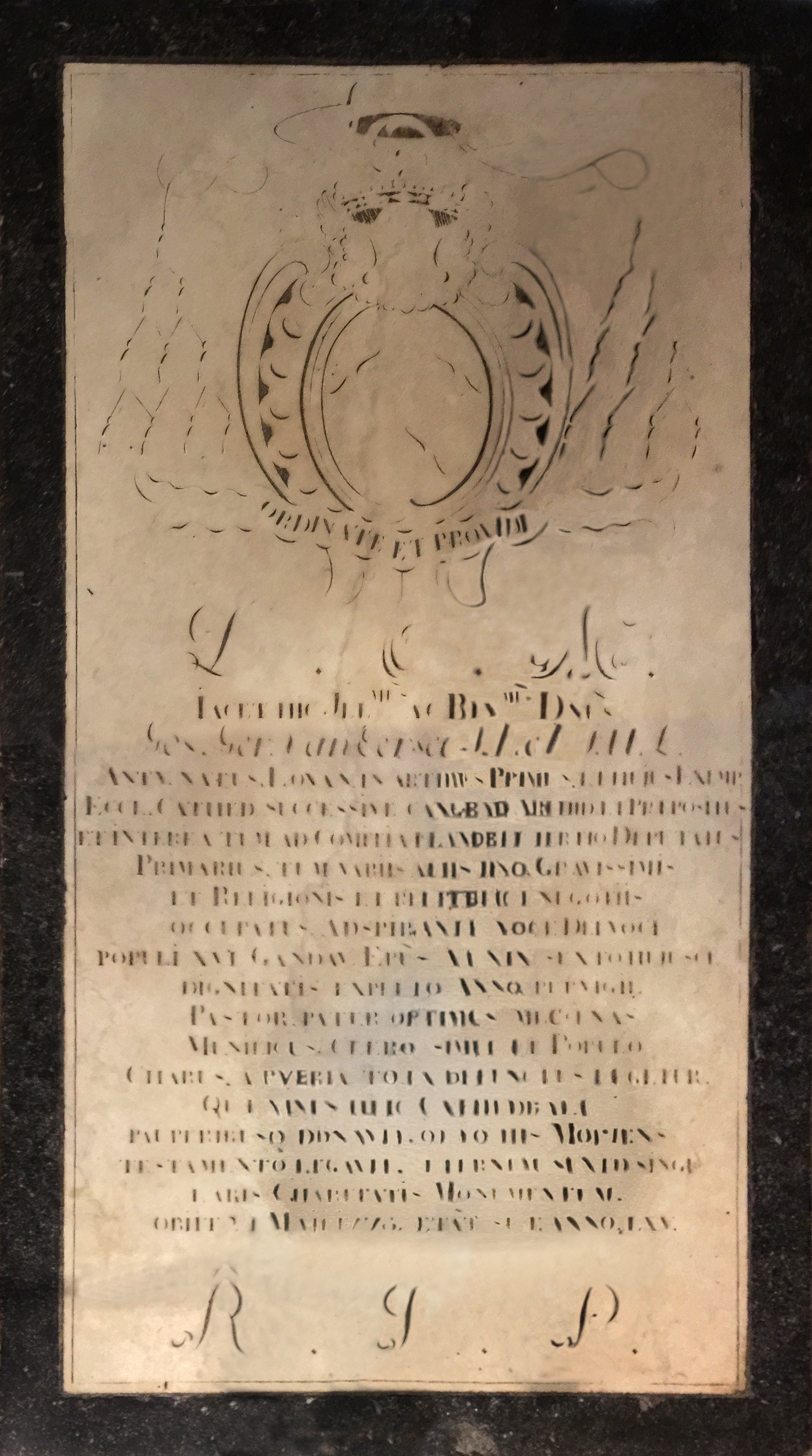
Grafplaat bisschop Govaart Geeraard van Eersel
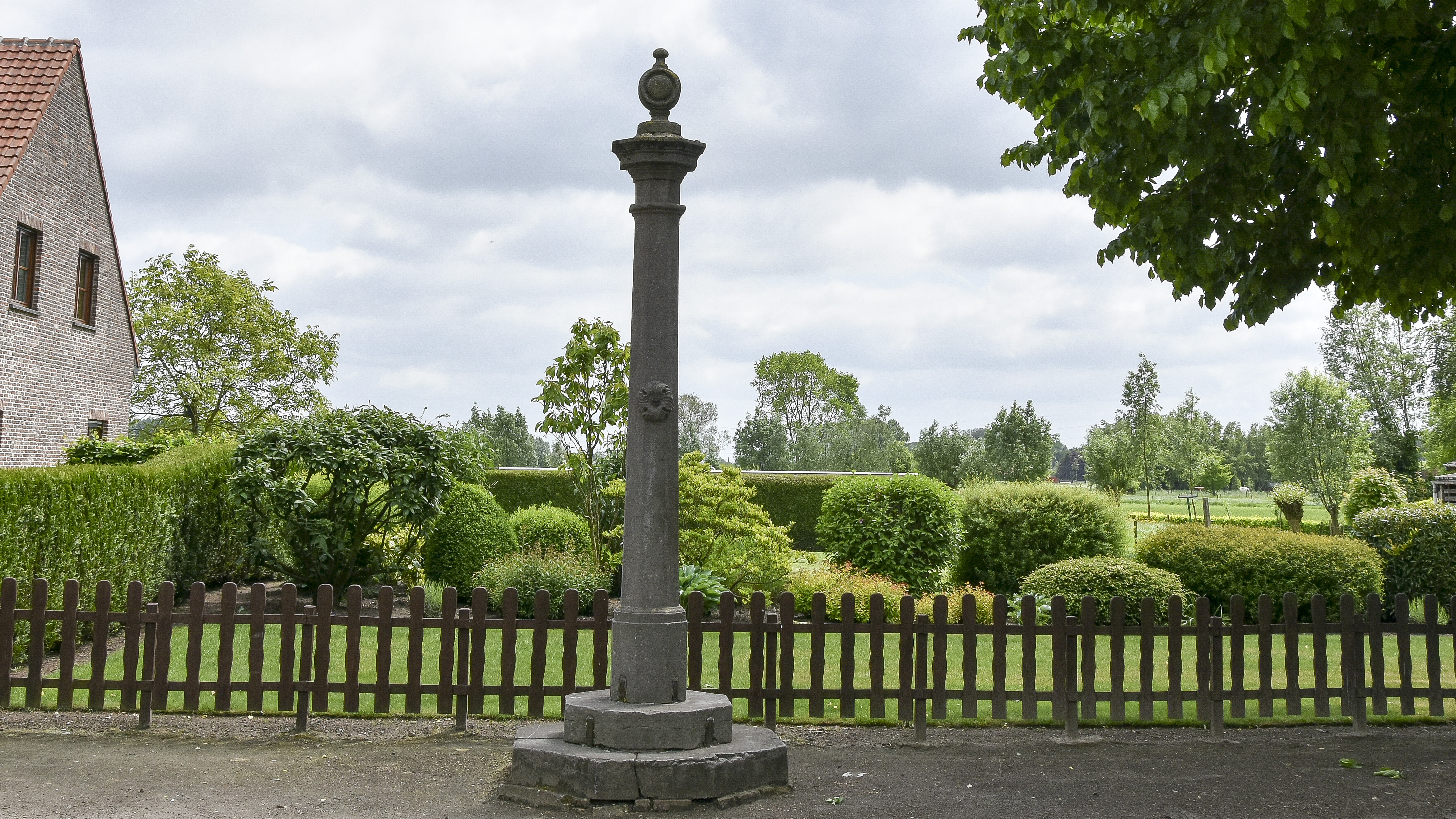
De schandpaal in Mendonk, opgericht door bisschop Govaart Geeraard van Eersel
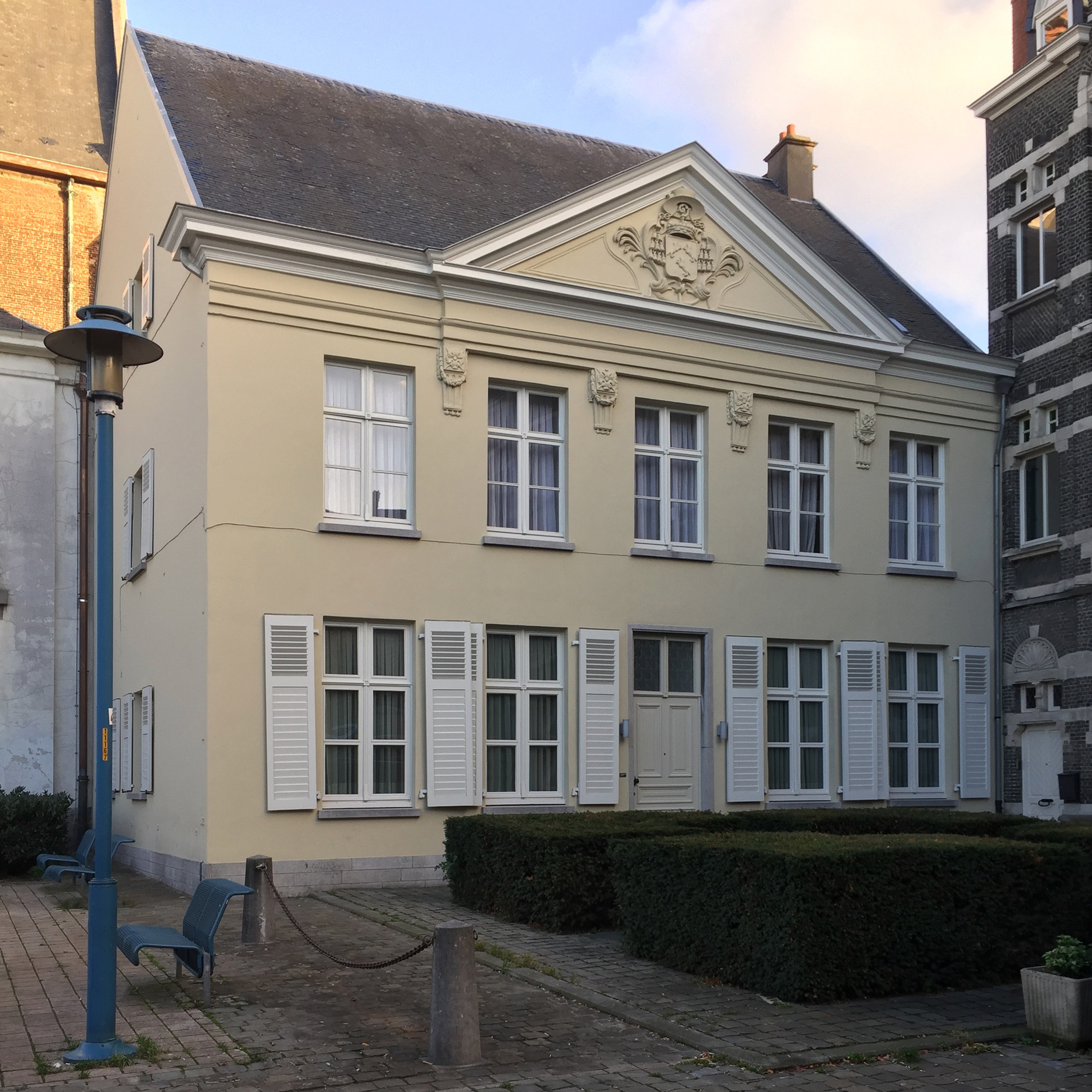
Buitenverblijf gebouwd in opdracht van bisschop Govaart Geeraard van Eersel in de Sleepstraat te Gent